# Програма Еразмус
Еразмус (англ. Erasmus) — програма обмінів студентів, викладачів та науковців країн-членів Євросоюзу, а також Ісландії, Ліхтенштейну, України, Північної Македонії, Норвегії, Туреччини. Програма надає можливість навчатися, проходити стажування чи викладати в іншій країні, що бере участь в програмі. У Єврокомісії Erasmus назвали найуспішнішою освітньою програмою ЄС і важливим інструментом боротьби з молодіжним безробіттям . Терміни навчання і стажування можуть складати від 3 місяців до 1 року.

## Назва програми

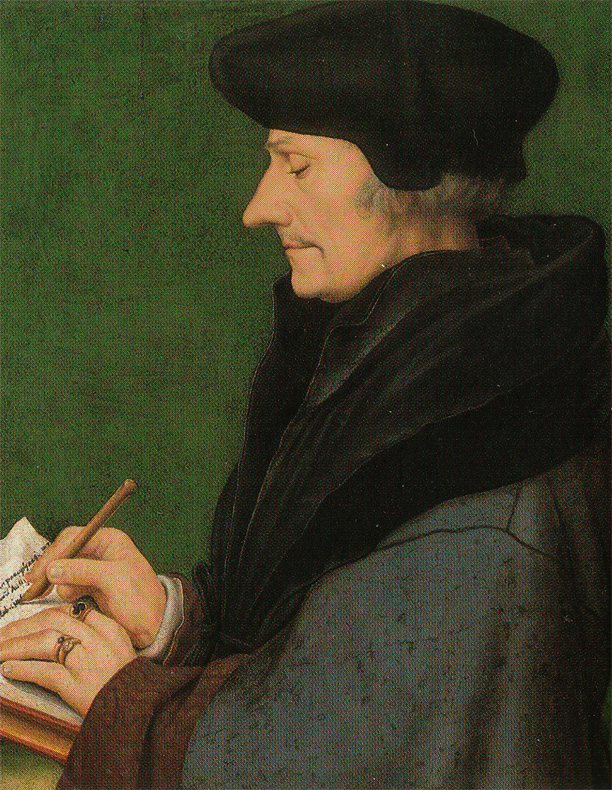
Еразм Роттердамський

Програму Еразмус названо на честь видатного голландського вченого XV століття, гуманіста і теолога Еразма Роттердамського, який багато мандрував Європою, навчався і працював у різних університетах. Після смерті, він залишив весь свій статок Базельському університету. Латинське слово «mundus» означає «світ» і відображає глобальну та міжкультурну орієнтацію програми. Одночасно, назва Erasmus є акронімом, що розшифровується як «Схема дії європейського співтовариства для підвищення мобільності студентів університетів» (англ. Erasmus - European Community Action Scheme for the Mobility of University Students)

## Історія організації програми
З другої половини 80-х років все більшої ваги для ЄС набуває ідея значущості людських ресурсів для підвищення конкурентоспроможності національних економік. У цьому контексті з 1986 року розпочинається обмін студентами, викладачами та учнями. У 1987 році Європейська комісія остаточно затверджує програму Еразмус .
Її основною метою було сприяння співпраці між університетами та мобільності студентів в кордонах ЄС. З 1995 року Програма Еразмус стала складовою програми Socrates, її метою, зокрема, було надання студентам кваліфікацій та дипломів, що визнаються усіма країнами-членами ЄС
.
Socrates була замінена програмою Socrates II у січні 2000 року.З початку 2007 року програму-парасольку Socrates замінила програма «Навчання протягом життя» (англ. Lifelong Learning Programme), що передбачала вже не тільки навчання, а й стажування для студентів, а також навчання викладацького складу .
Загальне керівництво програмою здійснює Європейська комісія. Налагодження партнерських мереж, виконання всіх заходів, передбачених програмою Еразмус, здійснюється Виконавчим агентством з питань освіти, аудіовізуальних засобів і культури (ЕАСЕА) під керівництвом Генерального директорату Європейської Комісії з питань освіти та культури (DG EAC). Розповсюдженням інформації про програму та прийманням документів кандидатів займаються національні офіси програми в 33 країнах-учасницях. Вона розрахована на період 2007-2013 рр. і має бюджет 7 млрд. євро .

## Учасники
Еразмус дає можливість студентам вчитися 3-12 місяців в одному з ВНЗ, що знаходиться у країнах-учасницях програми:
- країни ЄС: Австрія, Бельгія, Кіпр, Чехія, Данія, Естонія, Німеччина, Греція, Фінляндія, Франція, Болгарія, Ірландія, Італія, Латвія, Литва, Люксембург, Мальта, Польща, Словаччина, Словенія, Іспанія, Швеція, Нідерланди, Румунія, Португалія, Велика Британія, Угорщина;
- Ісландія, Ліхтенштейн, Норвегія;
- Туреччина.

У програмі також можуть брати участь й адміністративний персонал навчального закладу.

## Умови участі

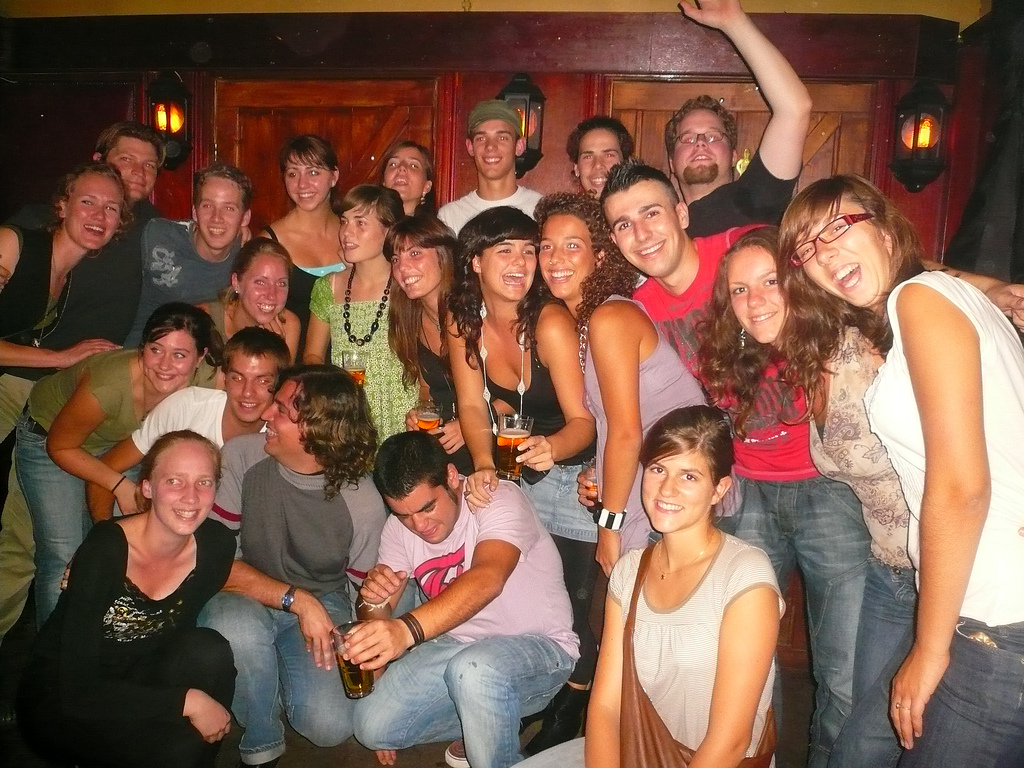
Студенти з декількох країн у місті Гронінген, Нідерланди

Вимоги та умови участі для студентів:
- кандидат повинен бути громадянином країни, що бере участь у програмі «Навчання протягом життя»;
- кандидат не повинен отримувати додаткове фінансування з інших європейських освітніх програм;
- володіння мовою країни, де проходитиме навчання. Необхідно надати визнаний у Європі сертифікат, що підтверджує знання іноземної мови (ECL, TOEFL, BEC, та ін);
- участь можуть брати студенти від другого року навчання;
- успішність студента;
- студент може взяти участь в програмі Еразмус тільки 1 раз.

## Стипендія
За умовами Еразмус студент може отримувати стипендію або вчитися без стипендії, але за навчання в іноземному ВНЗ студент не платить. Сума стипендії залежить від ліміту, який визначається для кожної країни .

## Еразмус Мундус
Еразмус Мундус — освітня програма ЄС, спрямована на активізацію міжнародного співробітництва та підвищення мобільності серед студентів, викладачів, науковців європейських університетів та вищих навчальних закладів третіх країнах на всіх континентах. Намагаючись перетворити ЄС на світового лідера в освіті, а європейські університети — на осередки знань і центри інновацій, програма Еразмус Мундус також ставить за мету сприяння взаєморозумінню між людьми, активізацію міжкультурного діалогу.
Програма Еразмус Мундус була започаткована Європейським Союзом в 2004 році для країн, які не входять до ЄС. Студенти старших курсів і науковці з різних країн мають змогу отримувати стипендії від ЄС для продовження навчання або проведення наукових досліджень у країнах ЄС.

### Компоненти Еразмус Мундус
Еразмус Мундус має три напрями:
- Спільні курси і програми Еразмус Мундус: спільні магістерські та докторські курси та програми, а також стипендії для студентів цих програм;
- Партнерство Еразмус Мундус: утворення партнерств між університетами ЄС та третьої країни з метою обміну студентами всіх академічних рівнів навчання та обміну науково-педагогічними кадрами;

За цим компонентом програми з конкретною метою утворюється партнерство між європейськими університетами та вищими навчальними закладами третьої країни або групи країн. Передбачено двосторонній обмін, коли в рамках утвореного партнерства в українських університетах викладають зарубіжні викладачі та вчаться студенти-іноземці.
- Проекти з пропагування освіти взагалі та міжнародного співробітництва в освіті зокрема. Проекти в рамках зазначеного компоненту спрямовані на підвищення привабливості вищої освіти в ЄС, її популярізації в третіх країнах, посилення міжкультурного співробітництва, поширення та поглиблення міжкультурного діалогу.

Участь у цьому компоненті програми можуть брати вищі навчальні заклади та науково-дослідні інституції з країн-членів ЄС і третіх країн, а також інші організації освітньої галузі, орієнтовані на підтримку та сприяння розвитку сфери вищої освіти. Мінімальний склад партнерства — мінімум 3 інституції країн ЄС та 2 з інших країн, які можуть брати участь у програмі Еразмус Мундус .

### Учасники
Участь у першому напрямі можуть брати:
- українські студенти або випускники, які вже здобули вищу освіту (рівні бакалавра, магістра або їх еквіваленти), аспіранти, докторанти, молоді науковці. Охочим навчатися за програмою Еразмус Мундус потрібно обрати програму із списку та подати заявку, виконуючи інструкції та рекомендації розробників курсу.
- українські науковці та викладачі на запрошення від своїх колег з європейських університетів теж можуть долучитися до розробки курсів і програм Еразмус Мундус (за чинними умовами, треті країни, включаючи Україну, не можуть виступати ініціаторами та заявниками на створення консорціуму та розробку курсів і програм Еразмус Мундус).

### Статистика щодо України
Українці в рамках програми можуть навчатися на більше як 140 магістерських та понад 40 докторських програмах за кордоном. Окрім доступу до нових країн і знань, учасники Erasmus Mundus отримують стипендії: 1000 євро на місяць для магістрантів, 2800 євро - для докторантів .
У конкурсі на 2013-2014 навчальний рік 87 українські студенти вибороли право на проходження навчання за програмою Еразмус Мундус. Загалом, у 2004-2013 роках гранти на навчання за магістерськими та докторськими програмами Еразмус Мундус отримали 329 українських студентів.
У 2012 році переможцями чергового конкурсу за компонентом «Партнерство Еразмус Мундус» стали дев’ять партнерств за участю сімнадцяти українських вищих навчальних закладів. На наступні чотири роки учасниками програм академічної мобільності з загальним обсягом фінансування більше 35 мільйонів євро мають стати близько 400 студентів, викладачів, адміністративний персонал університетів Азербайджану, Білорусі, Вірменії, Грузії, Молдови та України; їх прийматимуть університети Великої Британії, Ірландії, Іспанії, Італії, Нідерландів, Німеччини, Польщі, Португалії, Румунії, Словаччини, Фінляндії, Франції та Швеції.
З 2007 року реалізовано чотири проекти за участі Міжнародного освітньо-консультативного центру, Одеської національної академії харчових технологій, Національного університету харчових технологій, Національного технічного університету «Київський політехнічний інститут».
Кількість студентів, що були обрані для навчання на магістерських програмах
| 2004-2013 | 2004 | 2005 | 2006 | 2007 | 2008 | 2009 | 2010 | 2011 | 2012 | 2013 |
| --------- | ---- | ---- | ---- | ---- | ---- | ---- | ---- | ---- | ---- | ---- |
| 329       | 4    | 23   | 18   | 24   | 34   | 29   | 30   | 28   | 52   | 87   |

Кількість обраних для навчання на докторських програмах 
| 2010-2013 | 2010 | 2011 | 2012 | 2013 |
| --------- | ---- | ---- | ---- | ---- |
| 14        | 1    | 4    | 2    | 7    |

## Erasmus+
У 2014-2020 роках у Євросоюзі діятиме нова програма Erasmus+. Вона поєднає сім діючих європейських програм у сфері освіти, науки та спорту, зокрема й Erasmus та Erasmus Mundus.
У рамках Erasmus+ надаватимуть більше стипендій. Програма надаватиме фінансування для забезпечення більш активної мобільності, міжнародних партнерств та спільних науково-дослідних проектів, а також для розширення можливостей та розвитку кадрів у країнах-партнерах по всьому світу .

## Темпус-офіс в Україні
Національний Темпус-офіс в Україні здійснює координацію взаємодії між Представництвом Європейського Союзу в Україні, Міністерством освіти та науки України, Європейським виконавчим агентством з питань освіти, аудіовізуальних засобів та культури, яке відповідає за впровадження Програми Темпус, Генеральним Директоратом Європейської Комісії з питань освіти та культури, вищими навчальними закладами, іншими зацікавленими сторонами.